# Alisha Klass
Pour les articles homonymes, voir Klass.
Alisha Klass, née le 3 janvier 1972 à Chino, Californie, est une ancienne actrice de films pornographiques américaine.

## Biographie
Elle est diplômée de l'institut de mode Fashion Institute of Design and Merchandising.
Alisha débuta dans le X via Ron Jeremy alors qu'elle travaillait dans une discothèque. Puis il la fit rencontrer le producteur Adam Glasser, alias Seymore Butts.
Elle arbore d'ailleurs un tatouage "Seymore Butts" en haut de ses fesses.
En 1997, elle commença à tourner dans des films pornographiques où elle acquit rapidement une certaine notoriété du fait de son penchant pour la sodomie, pour le cul à la bouche et pour sa capacité d'une femme fontaine. Le film réalisé par Seymore Butts "Tampa Tushy-Fest Part 1" fit controverse par son obscénité.
Alisha et Adam Glasser eurent une relation pendant un temps mais en août 2000, elle le quitta. La séparation ne s'est pas fait en bons termes et bon nombre d'arguments furent avancés. Par exemple, Glasser déclara qu'Alisha ne mettait jamais de préservatifs avec ses partenaires réguliers et qu'elle avait couché avec Jackie Martling pour avoir un rôle récurrent dans l'émission d'Howard Stern. Par la suite, Alisha eut des démêlés avec l'ex de Glasser, Taylor Hayes, au sujet de l'éducation du fils de Hayes et Glasser, Brady.
Le mois précédant la rupture avec Glasser, Alisha arrêta de tourner dans des films X. Elle apparut dans des films grand public comme The Center of the World et Sexe intentions (elle fut coupée au montage pour ce film mais on peut la voir dans le DVD).
Alisha fréquenta brièvement l'acteur Bruce Willis en 2001. À la même époque, elle travaillait également comme présentatrice d'une émission de la chaine Playboy : Inside Adult. On la voit danser dans le film "The Center of the World" de Wayne Wang.

## Récompenses
- 2001 : AVN Award - Meilleure scène de sexe de groupe dans une vidéo (Best Group Sex Scene - Video) pour Mission to Uranus
- 2000 : AVN Award - Meilleure scène de sexe entre filles dans une vidéo (Best All-Girl Sex Scene - Video ) pour Tampa Tushy Fest avec Chloe
- 1999 : AVN Award - Meilleure scène anale dans une vidéo pour Tushy Heaven (avec Sean Michaels et Samantha Stylle)[6]
- 1999 : AVN Award - Meilleure scène de groupe dans une vidéo pour Tushy Heaven[6]
- 1999 : AVN Award - Meilleure révélation[6]
- 1998 : XRCO Awards - Meilleure scène anale/double pénétration dans le film Behind the Sphinc Door
- 1998 : CAVR Award - Star of the Year
- AVN Hall of Fame (2012)[7]
- 2000 : AVN Female Performer of the Year nomination